# Білозірка (Вінницький район)
Білозі́рка — село в Україні, у Літинській селищній громаді Вінницького району Вінницької області. Населення становить 98 осіб.

## Історія
12 червня 2020 року, відповідно до Розпорядження Кабінету Міністрів України № 707-р «Про визначення адміністративних центрів та затвердження територій територіальних громад Вінницької області», увійшло до складу Літинської селищної громади.
19 липня 2020 року, в результаті адміністративно-територіальної реформи та ліквідації Літинського району, село увійшло до складу Вінницького району.
Біля села знаходиться трипільське поселення.